# Sigmund (mythologie nordique)
Pour les articles homonymes, voir Sigmund.
Sigmund (en vieux norrois : Sigmundr, et en vieil anglais : Sigemund), également connu sous le nom de Siegmund, est un personnage de la mythologie nordique.
Il est le fils de Völsung et le père de Sigurd et Sinfjötli.
Il apparaît notamment dans la Völsunga saga, la Þiðrekssaga, et est également mentionné dans le poème anglo-saxon Beowulf sous le nom de Sigemund. Une adaptation de son histoire apparaît dans l'opéra La Walkyrie (Die Walküre) du cycle de L'Anneau du Nibelung (Der Ring des Nibelungen), de Richard Wagner.

## Biographie
Son père, Völsung, est traîtreusement tué lors d'un banquet auquel toute sa famille était invitée par Siggeir, roi du Götaland (Sigmund et ses neuf frères furent quant à eux condamnés à mourir dans la forêt). Seul Sigmund survit, aidé par Signý, sa sœur jumelle et épouse de Siggeir (qui détestait de toute façon son mari). Dès lors, Sigmund survit seul dans la forêt du Götaland, pris en charge par sa sœur. Ils engendrent ensemble un fils, Sinfjötli, qui grandit dans la forêt avec son père dans la forêt comme des hors-la-loi (Sigmund ne pensant qu'à venger son père Völsung). Ils parviennent finalement à tuer Siggeir. Après la mort de Signý, Sigmund et Sinfjötli retournent vivre dans leur pays natal, le Hunaland.
Après sa mort, Sigmund et son fils deviennent des « Einherjar ».

## Famille

### Mariage et enfants
Après son premier mariage avec Brunehilde, Sigmund épouse Hjördís avec qui il eut :
- Sigurd

D'une union avec sa sœur jumelle Signý, il eut : 
- Sinfjötli

Il épouse également Borghildr, avec qui il eut :
- Helgi Hundingsbani[1]

## Galerie

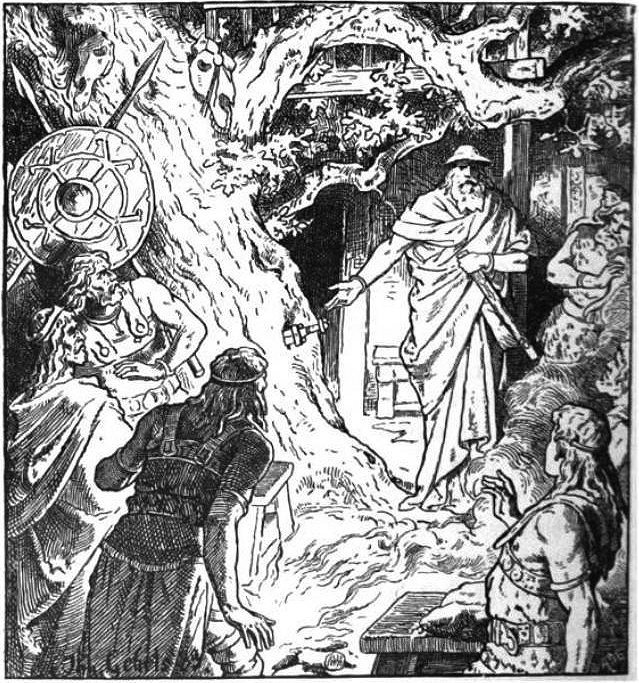
L'épée de Sigmund (de Johannes Gehrts, 1889). Odin montre l'épée qu'il vient de planter dans le chêne de Barnstokkr.